# Ring Deutscher Pfadfinderinnenverbände
Der Ring Deutscher Pfadfinderinnenverbände e. V. (RDP) war die Dachorganisation von vier Pfadfinderinnenverbänden in Deutschland mit Sitz in Berlin. Der RDP war Mitglied im Weltverband der Pfadfinderinnen World Association of Girl Guides and Girl Scouts (WAGGGS). Vorsitzende des RDP waren zuletzt Susanne Rüber (PSG), Oliver Mahn (VCP), Sebastian Köngeter (BdP) und Naima Hartit (BMPPD).
Partnerorganisation und „männliches“ Gegenstück war der Ring deutscher Pfadfinderverbände (RdP mit d). Gemeinsam bildeten der RdP und der RDP die Arbeitsgemeinschaft der Ringe Deutscher Pfadfinderinnen und Pfadfinderverbände (rdp). Als Arbeitsgemeinschaft vertraten die Ringe deutscher Pfadfinderinnen- und Pfadfinderverbände (rdp) die gemeinsamen Interessen ihrer Mitgliedsverbände im jugendpolitischen Bereich und setzten sich für die Belange der Kinder und Jugendlichen in der Öffentlichkeit ein. Der Ring deutscher Pfadfinderinnenverbände war Mitglied im Deutschen Bundesjugendring und in der Arbeitsgemeinschaft für Kinder- und Jugendhilfe.

## Mitglieder
Die Mitgliedsverbände waren:
- Bund der Pfadfinderinnen und Pfadfinder (BdP – interkonfessionell)
- Pfadfinderinnenschaft St. Georg (PSG – katholisch)
- Verband Christlicher Pfadfinderinnen und Pfadfinder (VCP – evangelisch)
- Bund Moslemischer Pfadfinder und Pfadfinderinnen Deutschlands (BMPPD – muslimisch)

2012 waren insgesamt 51.749 Pfadfinderinnen Mitglied im RDP. VCP und PSG melden sowohl weibliche als auch männliche Mitglieder, der BdP meldet nur die weiblichen Mitglieder.

## Geschichte
Gegründet wurde der RDP 1949, unter dem Namen Ring Deutscher Pfadfinderinnenbünde. Die Gründungsmitglieder waren
- der Bund Deutscher Pfadfinderinnen (fusionierte 1976 mit dem Bund der Pfadfinder zum BdP)
- der Evangelische Mädchen-Pfadfinderbund, der auch den nur in Bayern tätigen Bund Christlicher Pfadfinderinnen vertrat (beide Bünde verschmolzen 1973 mit der Christlichen Pfadfinderschaft Deutschlands zum VCP),
- und die PSG.

Die WAGGGS lässt pro Land nur einen Verband als Mitglied zu, deshalb haben die deutschen Pfadfinderinnenverbände den RDP als Dachverband gegründet. Der RDP wurde 1950 als assoziiertes Mitglied dort aufgenommen und 1954 Vollmitglied.
Seit 2007 gibt es für gemeinsame Veranstaltungen des Ringes ein Ringhalstuch, das auch vom Ring deutscher Pfadfinderverbände verwendet wird. Zum 23. World Scout Jamboree 2015 in Japan tragen erstmals alle deutschen Pfadfinderinnen und Pfadfinder eine gemeinsame einheitliche Pfadfinderkluft.
2018 wurde der Bund Moslemischer Pfadfinder und Pfadfinderinnen Deutschlands als Anschlussverband aufgenommen, 2020 als Vollmitglied. Damit wurde zum ersten Mal seit der Gründung der Ringeverbände 1949 ein neuer Verband als Vollmitglied aufgenommen.
Am 2. Oktober 2021 tagte im Bundeszentrum Westernohe der letzte Ringeausschuss des RDP. Hier wurde die Auflösung des RDP beschlossen, zum Rechtsnachfolger wurde der Ring deutscher Pfadfinder*innenverbände (rdp) bestimmt.